# Adolf Im Hof
Adolf Im Hof (* 18. September 1876 in Brombach; † 21. November 1952 in Riehen) war ein Schweizer Politiker (LDP).

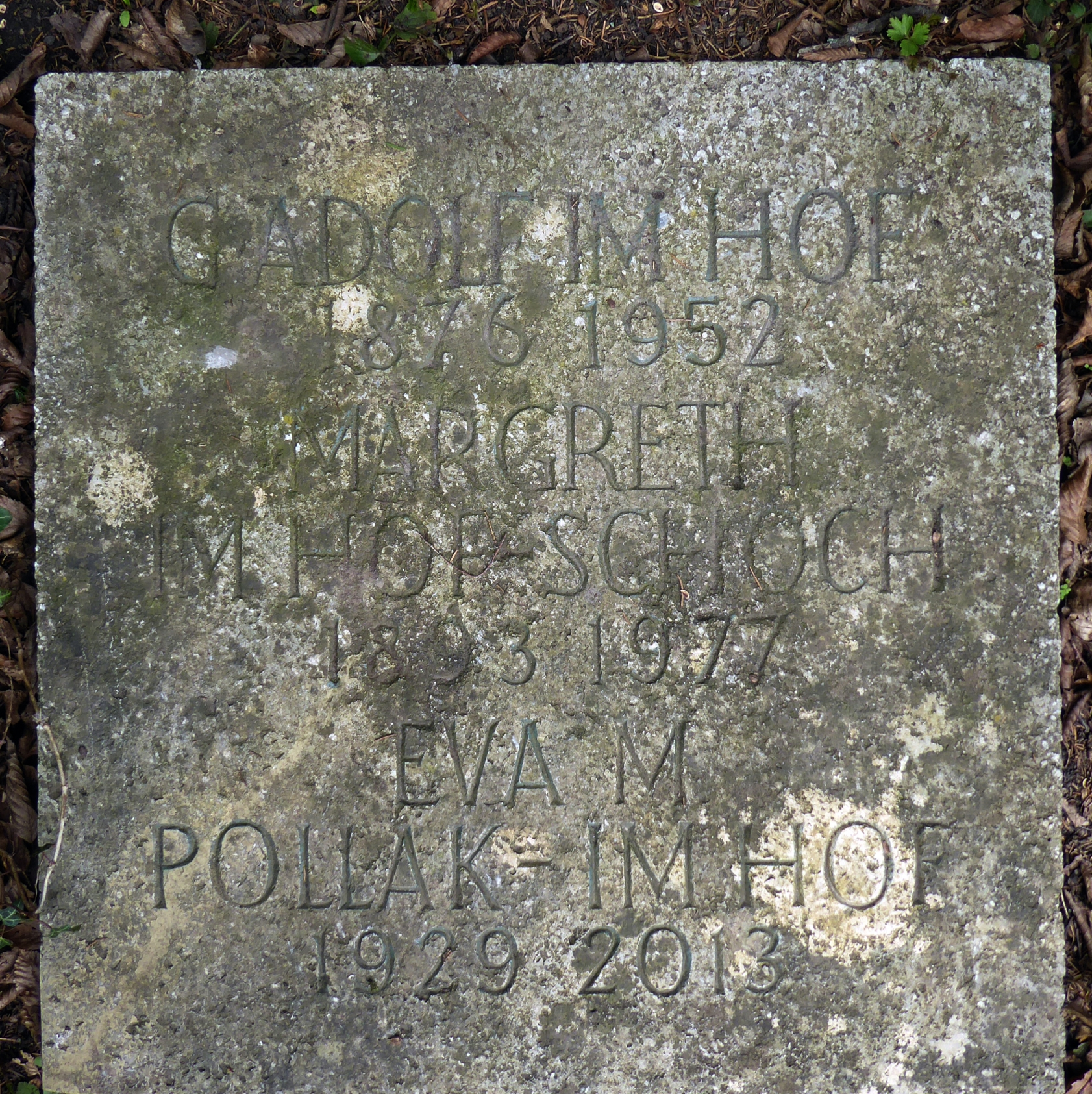
Grab auf dem Basler Friedhof am Hörnli

## Leben und Werk
Im Hof studierte von 1894 bis 1899 an der Universität Basel Rechtswissenschaften. Nach seiner Dissertation war er von 1901 bis 1915 Sekretär des Basler Regierungsrats. 1915 wurde er als Kandidat der Liberalen Partei in den baselstädtischen Regierungsrat gewählt. Bis 1944 stand er dem Justizdepartement vor und war von 1919 bis 1944 Mitglied des Erziehungsrats. Von 1944 bis 1952 war Im Hof als Privatdozent an der juristischen Fakultät der Universität Basel tätig. Zudem war er Präsident des Kuratoriums des Tropeninstituts und Verwaltungsrat der Buchdruckerei zum Basler Berichthaus.
1914 heiratete er die aus Zürich stammende Margaretha (1893–1977), geborene Schoch. Zusammen hatten sie vier Kinder. Eine Tochter war die Lehrerin und Lokalpolitikerin Gret Im Hof (1915–1982).
Adolf Im Hof fand seine letzte Ruhestätte auf dem Friedhof am Hörnli.